# Zalahaláp
Zalahaláp község Veszprém vármegyében, a Tapolcai járásban. A település eredetileg Szent István magyar király korától az 1950-es megyerendezésig Zala vármegyéhez tartozott.

## Fekvése
Magyarországon a Dunántúl egyik legszebb táján, a Tapolcai-medencét körülvevő tanúhegyek északi részén, a Haláp-hegy déli lábánál, a Devecser és Tapolca közti 7317-es út mentén helyezkedik el. Utóbbiból két alsóbbrendű, öt számjegyű út ágazik ki a község területén: a 73 152-es út Sümeg felé és a 73 147-es út a zsákfalunak számító Sáskára.
Zalahaláptól északra, közúton körülbelül 6-6 kilométerre fekszik Ódörögd és Újdörögd, ahol uradalmi gazdaságok voltak. Ezen települések jelenleg Zalahaláp külterületéhez tartoznak; előbbi a Sümegre vezető út mentén, utóbbi a 7317-es út mentén terül el. A településnek a belterületen kívül eső területei Ódörögdpuszta, Újdörögdpuszta és Kolónia településrészekre tagolódnak.

## Leírás
A települést a Dunántúl egyik legszebb táján, a Tapolcai-medencét körülvevő tanúhegyek északi részén, a Haláp-hegy déli lábánál találjuk. A Tapolcától 5 km-re fekvő község létezéséről már egy 1243-ban kelt írásos feljegyzés is tanúskodik. Egyik korábbi tulajdonosa a Halápi család volt, ők három kastélyt is építettek itt: egyet a faluban, egyet-egyet pedig Ó- és Újdörögdön. Ódörögdön fürdésre alkalmas tó is található.
A település barokk stílusú római katolikus temploma 1770-ben épült. Oltárfreskóját a neves osztrák festő, Franz Anton Maulbertsch festette. A falu utcái mentén és a hegyen is míves kőkereszteket talál az idelátogató. A központban fekvő egyhektáros természetvédelmi parkban 2017-es – gombabetegség miatti – kivágásáig egy körülbelül 100–130 éves, 41 méteres óriás mamutfenyőt lehetett megcsodálni.
A halápi hímzés szép hagyománya mellett a szőlőtermesztésnek is nagy múltja van a környező lankákon. Az Európai Uniós parkban a csatlakozás alkalmából minden év május elsején EU-s napi rendezvényt tart az önkormányzat. A Haláp-hegyi nappali borutat május második szombatján, a szőlővirágzás ünnepét június második szombatján, a falunapot augusztus második szombatján, a búcsút – szeptemberben – pedig a Máté-napot követő első vasárnap tartják. A szüreti felvonulást szeptember utolsó szombatján rendezik meg. A romantikus hangulatú esti, fáklyás borutat az októberi telihold idején szervezik meg.
Zalahaláp évről évre új létesítményekkel gazdagodik, melyek közül kiemelkedik az ipari park.

## Közélete

### Polgármesterei
- 1990–1994: Szencz Lajosné (független)[4]
- 1994–1998: Szencz Lajosné (független)[5]
- 1998–2002: Szencz Lajosné (független)[6]
- 2002–2006: Szencz Lajosné (független)[7]
- 2006–2010: Szencz Lajosné (független)[8]
- 2010–2014: Bedő Lajos Sándor (független)[9]
- 2014–2019: Bedő Lajos Sándor (független)[10]
- 2019–2024: Bedő Lajos Sándor (független)[11]
- 2024– : Igaz Sándor (független)[1]

## Intézményei

### Iskola
Zalahalápon 1853 óta működik iskola. 1946-tól ide járnak a vonzáskörzethez tartozó kistelepülések általános iskolásai is. Az új iskola 1961-ben készült el, melynek felújítására 2000-ben került sor. Az épület elegáns külsőt, új tetőszerkezetet kapott, felújították a vízvezeték-rendszert, korszerűsítették az elektromos berendezéseket, új tantermeket rendeztek be. Ma az épületben 9 helyiségben folyik a kabinet-rendszerű oktatás. Korszerűsítették a nagy méretű udvaron lévő szabadtéri sportpályát. A települési önkormányzat 2004-ben felújíttatta a művelődési házat is, ahol a téli időszakban megfelelő körülmények között folyhat a sportoktatás. Itt kapnak helyet az iskola rendszeres képzőművészeti tárlatai, az egyéb kulturális programok, valamint a különböző iskolai és falusi szintű rendezvények, továbbá a nagy népszerűségnek örvendő kosárfonó szakkör is.
Az iskola a képzőművészet terén immár sok-sok éve aratja az országos és nemzetközi babérokat, számtalan díjjal öregbítve határokon túlnyúló hírnevét. Ezért is döntött úgy az önkormányzat és az iskolavezetés, hogy 1996-ban egy olyan kiemelkedő festőóriás nevét veszi fel az iskola, mint Csontváry Kosztka Tivadar.

## Népesség
A település népességének változása:
| Lakosok száma | 1238 | 1221 | 1204 | 1132 | 1207 | 1162 | 1167 |
|               | 2013 | 2014 | 2015 | 2021 | 2022 | 2023 | 2024 |

A 2011-es népszámlálás során a lakosok 84,1%-a magyarnak, 0,7% cigánynak, 0,6% németnek mondta magát (15,8% nem nyilatkozott; a kettős identitások miatt a végösszeg nagyobb lehet 100%-nál). A vallási megoszlás a következő volt: római katolikus 53%, református 1,4%, evangélikus 0,5%, felekezeten kívüli 17,3% (26,3% nem nyilatkozott).
2022-ben a lakosság 84,3%-a vallotta magát magyarnak, 0,6% németnek, 0,3% cigánynak, 0,2% ruszinnak, 0,1% bolgárnak, 1,2% egyéb, nem hazai nemzetiségűnek (15,5% nem nyilatkozott; a kettős identitások miatt a végösszeg nagyobb lehet 100%-nál). Vallásuk szerint 30,6% volt római katolikus, 1,2% református, 0,4% evangélikus, 0,2% görög katolikus, 1,7% egyéb keresztény, 0,7% egyéb katolikus, 9,3% felekezeten kívüli (55,7% nem válaszolt).

## Nevezetességei
- Római katolikus templom
- 130 éves mamutfenyő tönkje (kivágás: 2017. december)[14]
- Bogyay-kastély

## Híres emberek
- Itt született 1931. május 6-án Kóczián Vince jogász, diplomata, nagykövet.